# Kirchenruine Alt Panstorf

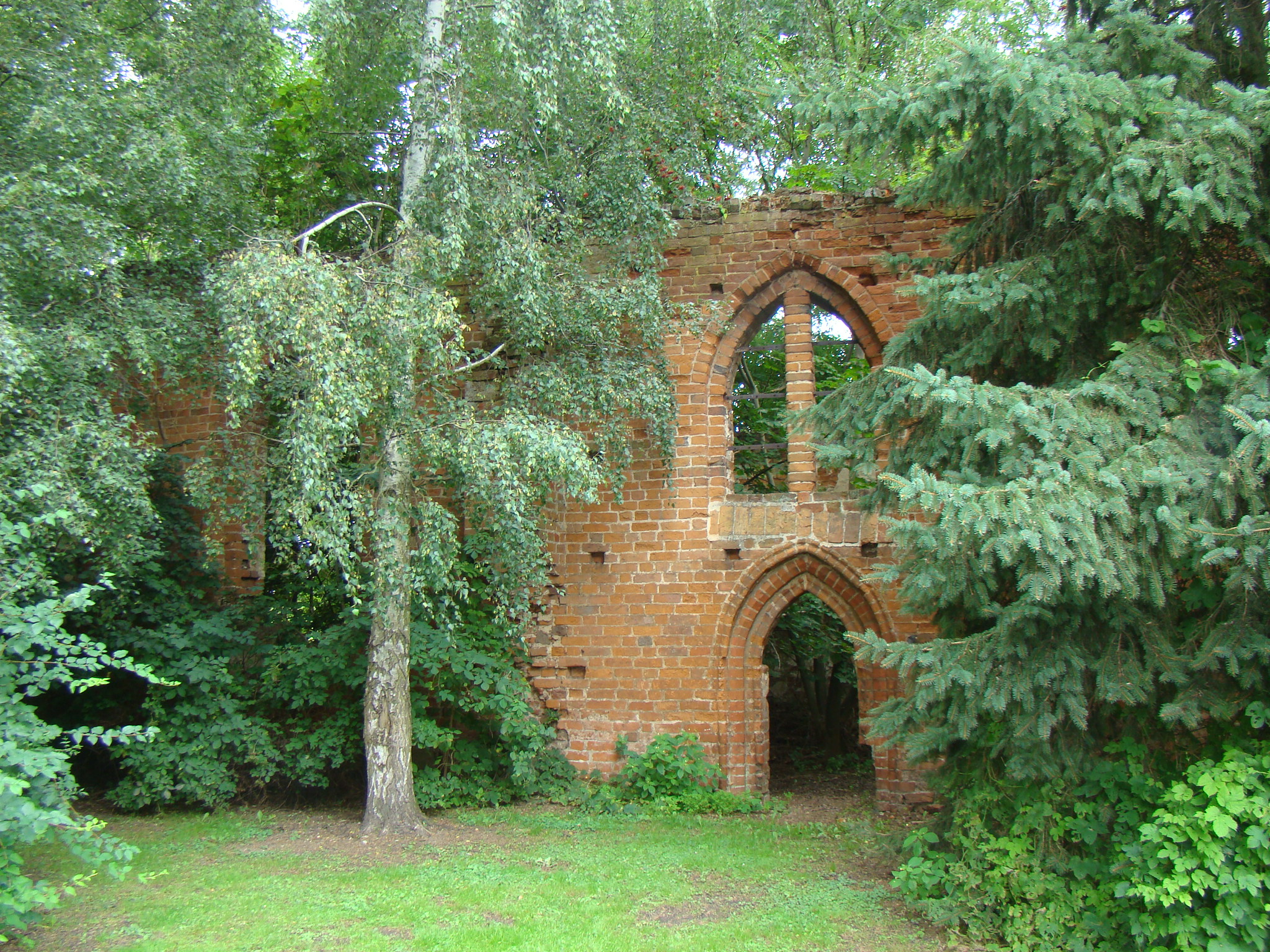
Kirchenruine Alt Panstorf

Die Kirchenruine Alt Panstorf ist die Ruine einer bis ins 19. Jahrhundert genutzten Kirche in dem heute zu Malchin gehörenden Ort Alt Panstorf.
Die Kirche stammt ursprünglich aus dem 14. Jahrhundert. Der rechteckige Backsteinbau wurde um einen dreiseitigen Ostschluss und einen quadratischen Westturm erweitert. Bis zum Dreißigjährigen Krieg hatte die Kirche einen eigenen Pfarrer, der von der Patronatsfamilie Hahn eingesetzt wurde und ein Pfarrhaus nahe der Kirche bewohnte. Zum Ende des Dreißigjährigen Krieges war Alt Panstorf entvölkert, später siedelten sich dort nur noch wenige Menschen an. Gleichwohl wurde die Kirche nach dem Dreißigjährigen Krieg wiederhergestellt und es fanden dort bis zur Einweihung der Rempliner Kirche von 1878 noch Gottesdienste statt. Die Glocke von 1689 und die historische Taufschale wurden danach der Kirche in Remplin übergeben. 1920 brannte der Kirchturm nach Blitzschlag vollkommen nieder. Heute sind lediglich noch die Umfassungsmauern erhalten. Die um die Ruine befindliche Ansiedlung geht auf vier um 1935 im Zuge der Aufsiedlung errichtete Bauernhöfe zurück.

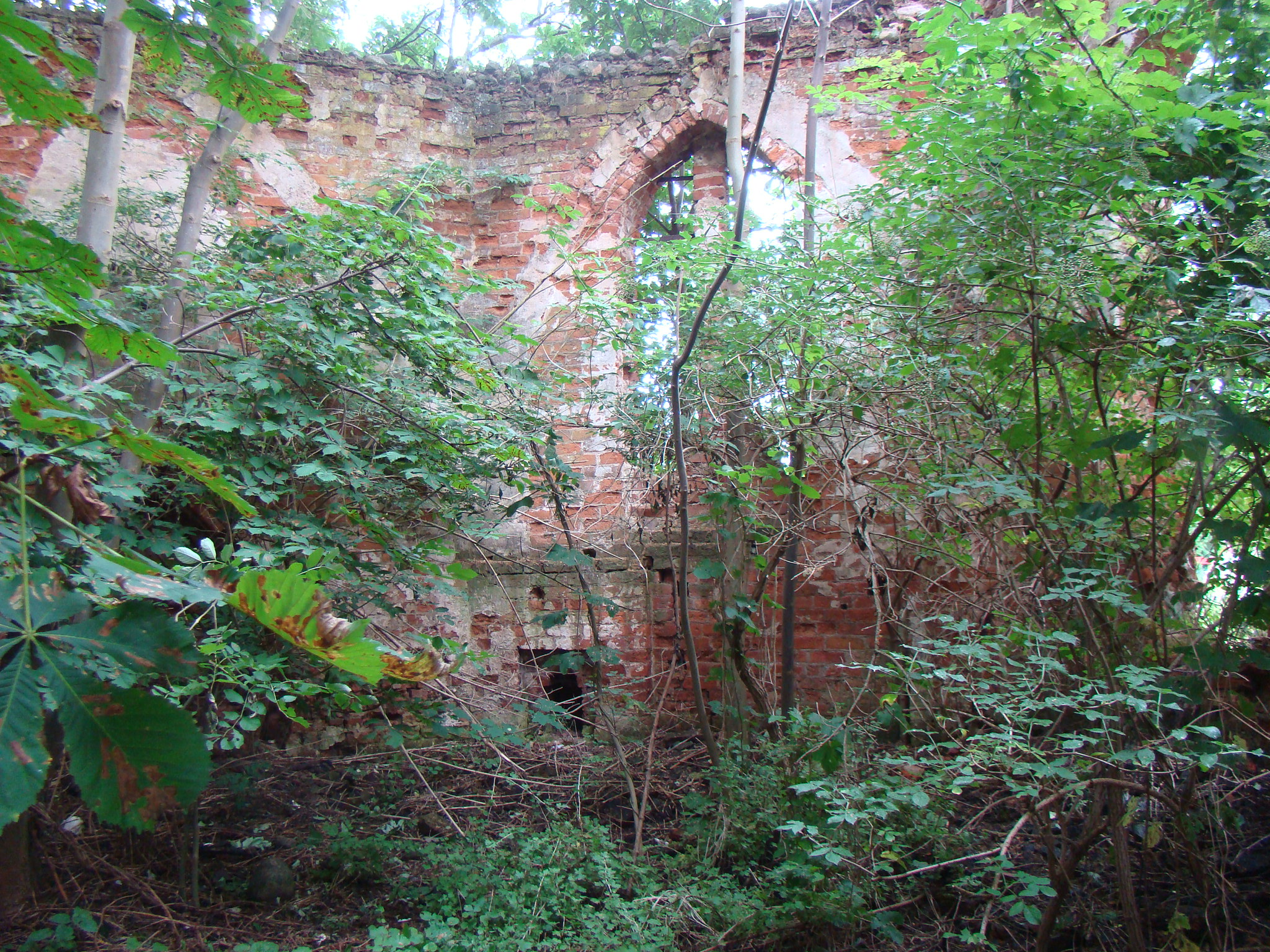
Inneres der Ruine
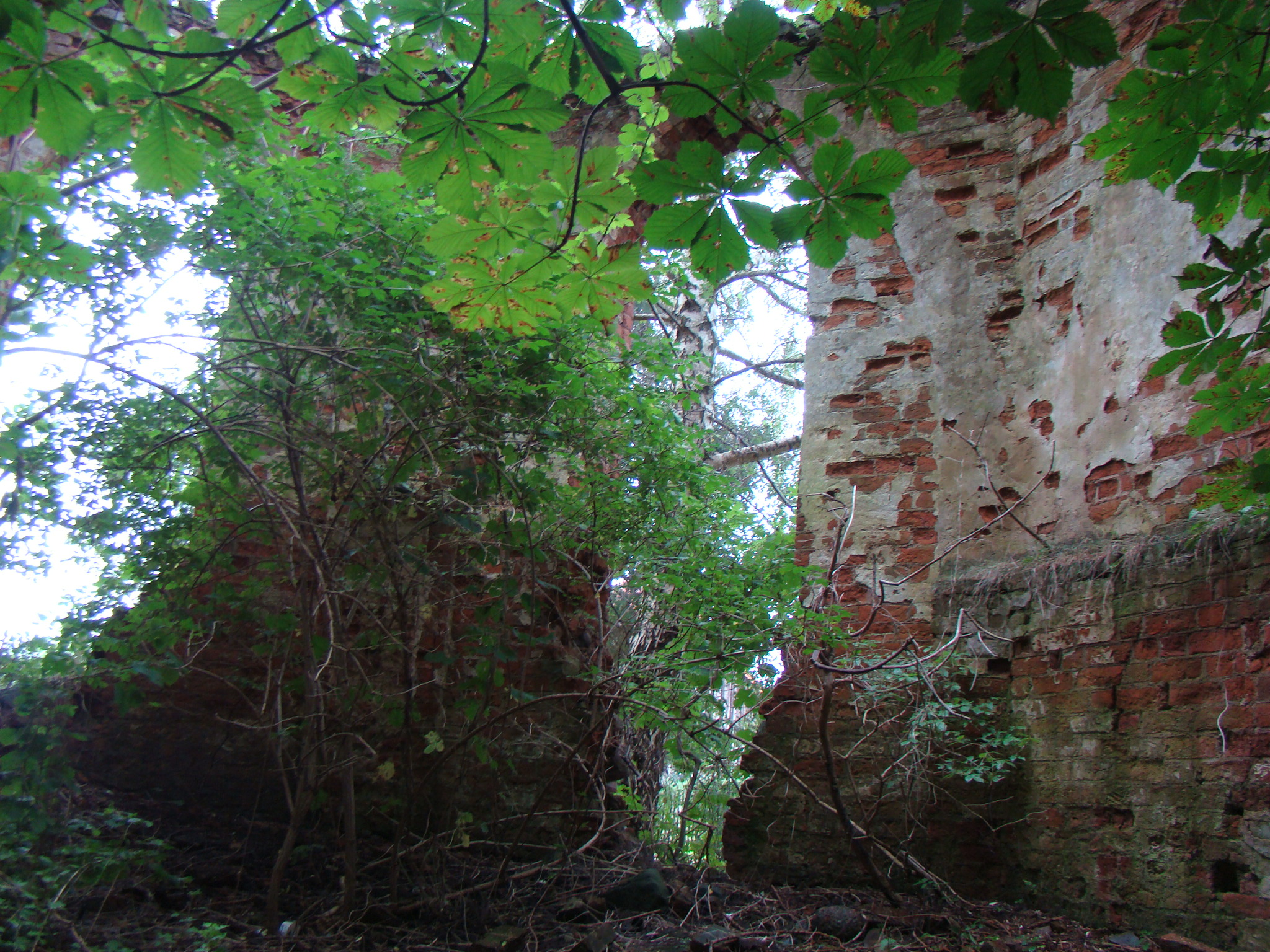
Inneres der Ruine